# NGC 4315
NGC 4315 – prawdopodobnie gwiazda o jasności obserwowanej około 13m, znajdująca się w gwiazdozbiorze Panny na południe od galaktyki NGC 4316. Zaobserwował ją Wilhelm Tempel 22 marca 1878 roku i skatalogował jako obiekt typu „mgławicowego”. Innym kandydatem na obiekt NGC 4315 jest sąsiednia gwiazda o jasności 14m, jednak jest to identyfikacja mniej prawdopodobna.